# اروپا (فیلم)
اروپا (به انگلیسی: Europa) سومین فیلم بلند سینمایی کارگردان دانمارکی، لارس فون تریه، محصول سال ۱۹۹۱ است. این فیلم سومین قسمت از سه‌گانهٔ اروپای فون تریه است که دو قسمت دیگرش عنصر جنایت و اپیدمیک هستند.
در جشنوارهٔ کن آن سال، فیلم برندهٔ سه جایزه شد.